# Casa Ametller (empresa)
Casa Ametller és la marca comercial del Grup Ametller Origen, format per onze empreses (sis de les quals agrícoles) i especialitzat en la distribució de productes alimentaris. Té les oficines centrals a Sant Pere Molanta, al municipi d'Olèrdola (Alt Penedès). Els seus productes i eines de comunicació són majoritàriament en català. Per aquest motiu el 2016 va rebre el Premi Pompeu Fabra.

## Història
El 2001, els germans Josep i Jordi Ametller, membres d'una nissaga de pagesos del Penedès del segle xix que venien a mercats de carrer, van crear una empresa a Olèrdola per a vendre els productes frescos que sortien de les seves finques als clients finals a través d'una xarxa de botigues pròpies, la primera de les quals va obrir en un dels mercats municipals de Vilafranca del Penedès. El 2002 van obrir una botiga al mercat de Martorell, i el 2004 van començar a implantar-se al Maresme. Progressivament, van fer un procés d'integració vertical, que els va permetre passar a controlar tot el procés de creació i distribució de la major part de productes que venien.
El 2014, l'empresa va facturar més de 100 milions d'euros i va créixer un 20% respecte al període anterior. El març de 2015 va obrir una nova línia de botigues, conegudes amb el nom d'Ametller Origen, on els productes són organitzats per grups alimentaris i, en alguns casos, tenen espai de degustació. El juny de 2016 una quinzena de botigues ja operaven amb aquesta marca. L'empresa etiqueta en català els productes, provinents principalment de les seves explotacions agrícoles al Penedès, Maresme, Almeria i Múrcia. El 2016 va obrir una nova planta a Igualada i va fitxar el cuiner Isma Prados per incorporar una línia de plats precuinats a les seves botigues. També va iniciar la venda dels seus productes en línia. El 2017 va comprar la cadena de restaurants Green Vita, amb la intenció d'obrir-ne 10 anualment des de llavors. El 2018 va començar a oferir servei a menjadors escolars. Va tancar el 2021 amb una facturació de 387 milions d'euros.

## Polèmiques
L'empresa s'ha vist involucrada en diverses polèmiques i controvèrsies al llarg dels anys. A començaments d la dècada de 2010, la marca utilitzava l'eslògan «100% sense intermediaris», fet que no era cert, ja que una part dels seus productes ve de Mercabarna o d'altres països, i va ser criticada per aquest motiu. Sovint ha tingut problemes amb sindicats agraris com Unió de Pagesos, que va denunciar la cadena per vendre per sota de preu de cost o que els va interposar una denúncia a l'Agència Catalana de Consum per anunciar-se com a supermercat ecològic sense ser-ho, entre d'altres.
Un dels temes més polèmics que està duent a terme la firma és la construcció del projecte Agroparc a Gelida, que s'ha intentat dur a terme en dues ocasions. Primer el 2017, amb una extensió de 120 hectàrees, però va quedar en pausa el 2018 per la falta d’entesa amb agents polítics i socials del territori. El 2022 es va tornar a replantejar, aquest cop ampliat a 258 hectàrees. Tot i ser presentat per l'empresa com un exemple de sostenibilitat i innovació, ha generat rebuig i desconfiança entre alguns actors del territori, que han creat la plataforma ciutadana StopAgroparc i han fet concentracions i tractorades en contra.